# Mr. Digital Tokoro
Mr. Digital Tokoro (デジタル所さん) è un anime giapponese del 2000.
La serie è incentrata sulle avventure demenziali di Digital Tokoro e del suo husky Indy.
La serie è stata trasmessa per la prima volta in Giappone su Nippon Television dal 2 ottobre 2000 al 28 settembre 2001, per un totale di 245 episodi. In Italia la serie è stata trasmessa sottotitolata in italiano su Flux dall'aprile 2006.

## Personaggi e doppiatori
- George Tokoro, doppiato da George Tokoro.
- Indy, doppiato da Mitsuo Iwata.
- Fumiko Tokoro, doppiata da Rei Sakuma.
- Il Gatto, doppiato da Fumihiko Tachiki.
- Okochama No. 1, doppiato da Rikako Aikawa.
- Okochama No. 2, doppiato da Rikako Aikawa.